# RSI Rete Due

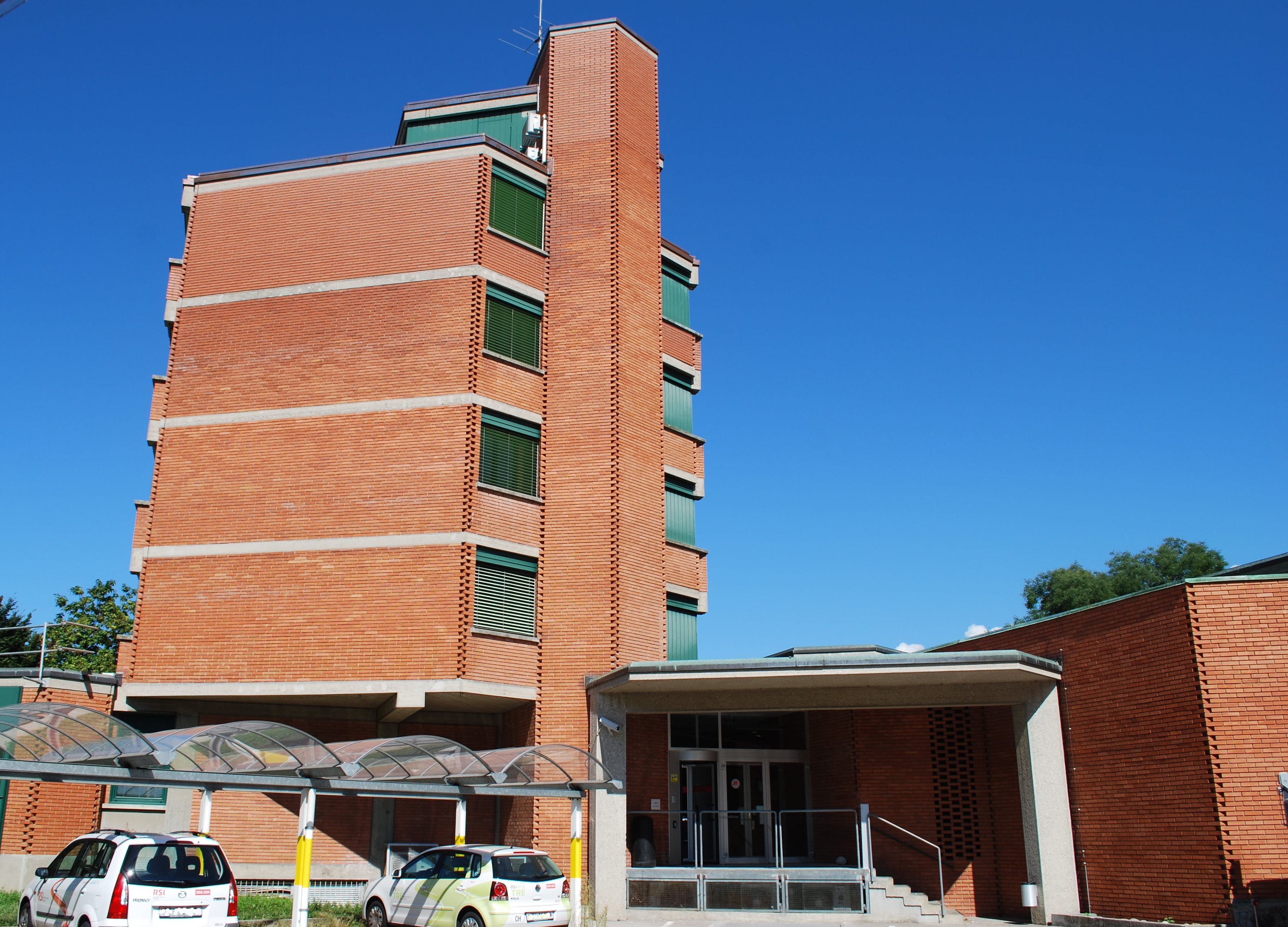
Siedziba radia RSI w Lugano

RSI Rete Due – szwajcarska stacja radiowa nadawana przez Radiotelevisione svizzera (RSI), włoskojęzyczny oddział publicznego nadawcy radiowo-telewizyjnego SRG SSR. Kanał został uruchomiony w 1985. Większość audycji mówionych ma charakter kulturalny i edukacyjny, zaś w ofercie muzycznej dominują jazz, muzyka poważna i world music.
Stacja dostępna jest we włoskojęzycznej części Szwajcarii w analogowym i cyfrowym przekazie naziemnym, zaś szersza publiczność może jej słuchać przez Internet oraz w niekodowanym przekazie z satelity Eutelsat Hot Bird 13C. Według danych za rok 2012, stacji słucha średnio 5% osób korzystających w Szwajcarii z włoskojęzycznego radia. Daje jej to pozycję najmniej popularnej z trzech rozgłośni RSI.